# Classe Oliver Hazard Perry
La classe Oliver Hazard Perry est une classe de frégates appartenant à l'United States Navy, entrée en service en 1977 pendant la guerre froide. Elle est nommée d’après Oliver Hazard Perry.

## Caractéristiques
Les navires de cette classe sont dotés d'un canon d'artillerie navale Otobreda 76 mm, d'un lance-missiles Mk 13 pouvant recevoir 40 missiles antiaériens RIM-66 Standard et antinavires AGM-84 Harpoon, de tubes lance-torpilles Mk 32 SVTT pour torpilles Mark 46 et 50 pour la lutte anti-sous-marine, d'un système de défense anti-missile antinavire Phalanx CIWS et 2 hélicoptères.
Leur coût de fonctionnement annuel dans l'US Navy est estimé en 2014 à 54 millions de dollars.

## Historique
Ce navire a été construit sous licence en Australie, Espagne et Taïwan.
Entre le début des années 2000 et le 29 septembre 2015, les frégates de cette classe sont progressivement retirées du service de l'US Navy ou données à des pays alliés en raison de leur obsolescence, remplacées par les  frégates légères furtives  (Littoral combat ships en anglais).

### Engagements

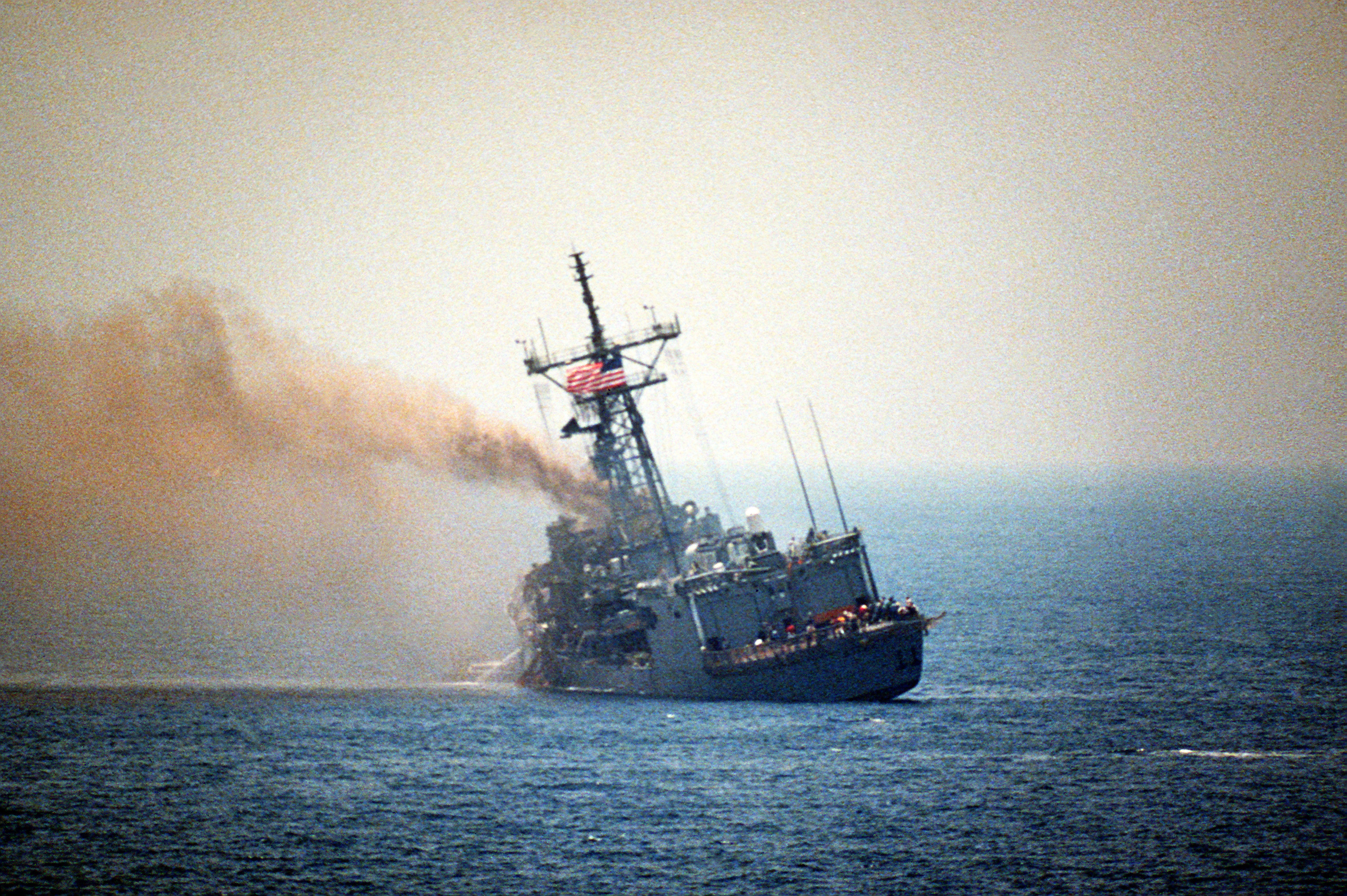
L' après avoir été touché par deux missiles Exocet tirés par un avion irakien, golfe Persique, 17 mai 1987.

Au cours de la guerre Iran-Irak, le 17 mai 1987, l'USS Stark est touché par un avion irakien. Il est frappé par deux missiles antinavires Exocet ; 37 membres d'équipage y trouvent la mort. Moins d'un an plus tard, le 14 avril 1988, le USS Samuel B. Roberts est presque coulé après avoir heurté une mine iranienne. Aucun membre de l'équipage n'a été tué, mais 10 marins ont été évacués du navire de guerre pour être hospitalisés. L'équipage du Samuel B. Roberts lutte contre l'incendie et les inondations à bord du navire pendant 2 jours, permettant de le sauver. La marine américaine a riposté quatre jours plus tard en menant l'opération Praying Mantis comprenant entre autres 2 frégates de cette classe contre des plates-formes pétrolières iraniennes utilisées comme bases pour des raids sur les navires marchands neutres transitant dans le golfe Persique et le détroit d'Ormuz. Le USS Simpson (FFG-56) visé par un missile Harpoon tiré par un navire iranien a répliqué avec un missile Standard puis 3 autres missiles et l'a coulé avec un dernier tir venant d'un croiseur. Il s'agit du seul duel naval exclusivement à coups de missiles livré par la marine américaine.
Les deux frégates ont été réparées dans les chantiers navals américains et remises en service. L'USS Stark sera désarmé en 1999 et démantelé en 2006.

## Pays utilisateurs
- Australie : la Royal Australian Navy a acheté six frégates. Deux construites à Williamstown (Victoria), quatre auprès des États-Unis (classe Adelaide dans la RAN). En service à  partir de 1980, les dernières retirées en 2019. 2 vendues au Chili en 2020.
- Bahreïn : la Marine royale de Bahreïn a acquis l’USS Jack Williams (FFG-24) auprès des États-Unis le 13 septembre 1996.  et l'a rebaptisée en RBNS Sabha (FFG-90). Le USS Robert G. Bradley (FFG-49) doit être remotorisé et acheté pour 150 millions de dollars selon des accords passés en 2019[3],[4],[5],[6],[7].
- Chili : Le 15 avril 2020, l’Australie a officiellement transféré au Chili deux FFG 7. Il s’agit des ex-HMAS Melbourne et ex-HMAS Newcastle, opérationnels depuis 1992 et 1993[8]
- Égypte : 4 frégates de cette classe en service.
- Pakistan : 6 frégates doivent être mises en service[9].
- Pologne : 2 frégates acquises auprès de l'US Navy entre 2002 et 2003.
- Espagne : 6 frégates (classe Santa María dans l'armada espagnole).
- Taïwan : 8 construites sous licence (classe Cheng Kung dans la Marine de la république de Chine), 2 de seconde main réceptionnées en 2018[10].
- Turquie : 8 frégates (classe Gabya dans la marine turque).
- Thaïlande : 2 frégates en service dans la marine royale thaïlandaise.
- États-Unis : 51 frégates mises en service entre 1977 et 1989. Fin 2013, 18 sont toujours en service[11]. La dernière a été retirée du service le 29 septembre 2015 et sera vendue comme une dizaine d'autres exemplaires depuis 2014[12]

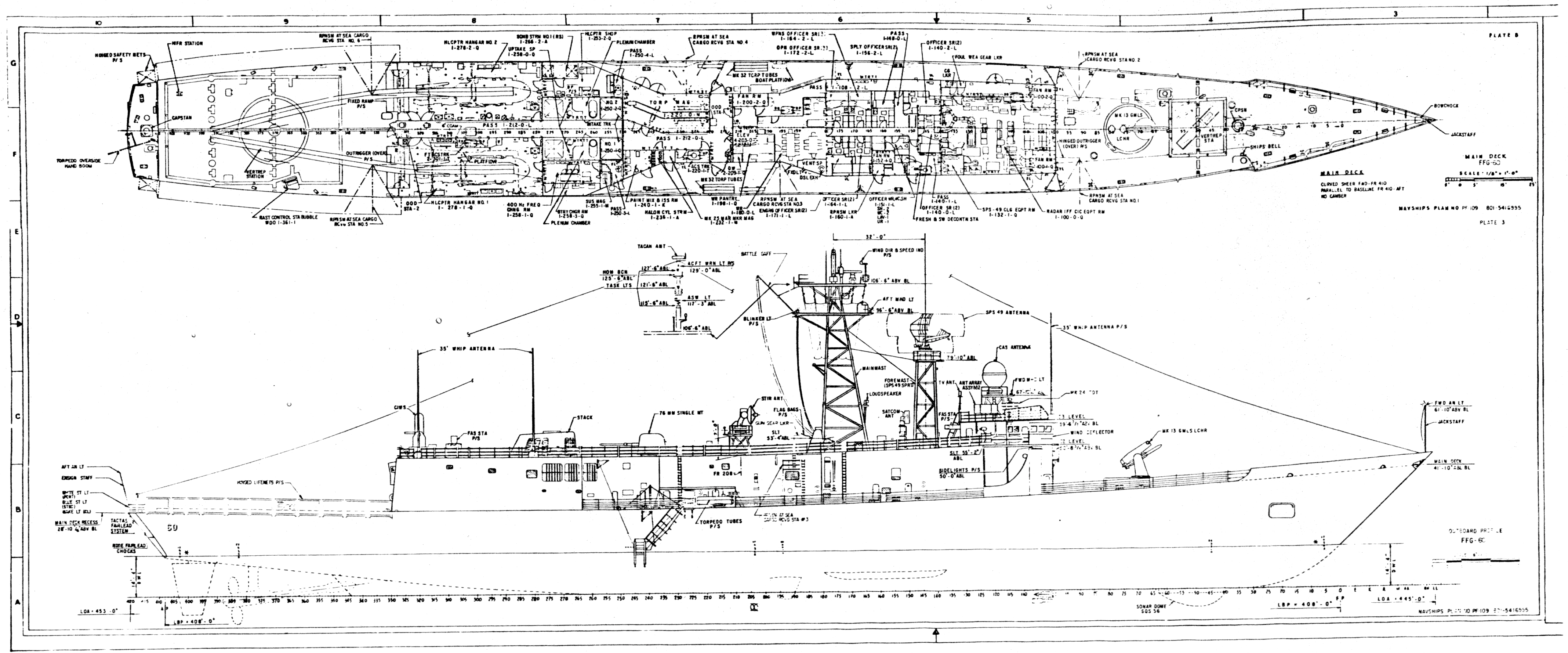
Profil du modèle à "longue coque".

## Culture populaire
- Dans le jeu vidéo de stratégie Wargame: Red Dragon développé par le studio français Eugen System, la frégate Oliver Hazard Perry est une unité des forces navales BLUFOR.
- Dans le jeu vidéo de simulation navale "Dangerous Waters" le ou les joueurs peuvent occuper différents postes à bord d'une frégate de type O.H. Perry et utiliser les différents senseurs et armements.
- Dans le roman Tempête rouge de Tom Clancy, la frégate USS Reuben James joue un rôle majeur dans la seconde partie du scénario.